# Ochrocesis myga
Ochrocesis myga är en skalbaggsart som beskrevs av Kriesche 1926. Ochrocesis myga ingår i släktet Ochrocesis och familjen långhorningar. Inga underarter finns listade i Catalogue of Life.